# المنجي سليم
المنجي سليم ولد في 1 سبتمبر 1908 وتوفي في 23 أكتوبر 1969، هو ديبلوماسي تونسي.

## تكوينه
ينتمي إلى عائلة من أصل مملوكي. وقد درس بالمدرسة الصادقية ثم تحول إلى فرنسا حيث درس الحقوق بباريس. وبعد عودته إلى تونس انتمى إلى الحزب الحر الدستوري الجديد، وأصبح مديرا له منذ أواخر الأربعينات.

## السياسي

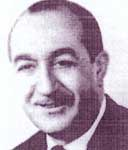
المنجي سليم

بعد إعلان بيار منديس فرانس في 31 جويلية 1954 عن استعداد بلاده لمنح تونس استقلالها الداخلي أصبح المنجي سليم أحد أبرز أعضاء الوفد التونسي المفاوض، حتى أفضت تلك المفاوضات بالفعل إلى التوقيع عن اتفاقيات الاستقلال الداخلي في 3 جوان 1955. عين بعد ذلك وزيرا للداخلية إلى أفريل 1956 وشارك في الأثناء في المفاوضات التي أفضت إلى حصول تونس على استقلالها التام في 20 مارس 1956.

## الديبلوماسي

المنجي سليم على غلاف عدد 26 سبتمبر 1961 من مجلة تايم أثناء ترأسه للجمعية العامة للأمم المتحدة

- نتيجة المنافسة الخفية بينه وبين الزعيم الحبيب بورقيبة، عين في الشؤون الخارجية، حيث سمي سفيرا لبلاده في الولايات المتحدة وهو بتلك الصفة سفير بلاده بكل من كندا والأمم المتحدة .
- في جانفي 1957 انتخب في اللجنة الخاصة للجمعية العامة للأمم المتحدة حول المسألة المجرية، كما كان ممثلا دائما لبلاده في مجلس الأمن بين جانفي 1959 وديسمبر 1960. وترأس كل وفود بلاده في جلسات الجمعية العامة. وفي عام 1961 شارك في الدورة الثالثة الخارقة للعادة للجمعية العامة المخصصة لقضية بنزرت.
- انتخب في فيفري 1961 رئيسا للجمعية العامة، وهي المهمة التي اضطلع بها حتى تسميته وزيرا للخارجية التونسية عام 1962 ثم أبعد من خلال تسميته ممثلا شخصيا لرئيس الجمهورية بين 12 نوفمبر 1964 و 5 سبتمبر 1966، حيث عين في وزارة العدل إلى عام 1969.

## روابط خارجية
- المنجي سليم على موقع مونزينجر (الألمانية)